# Jiří Rentz
Jiří Rentz (1. října 1919 Praha – 25. ledna 2011 Praha) byl za druhé světové války účastník protinacistického odboje, po válce přední člen Českého klubu kinoamatérů, odborník a vynálezce v oboru televizní techniky, autor patentu pro nanášení magnetické zvukové stopy na film z roku 1956.

## Život
Jiří Rentz se narodil 1. října 1919 v Praze do rodiny strojního inženýra Karla Jana Rentze (* 8. července 1880) a Anny Rentzové rozené Křížové (* 1. července 1892). Měl starší sestru Ludmilu Rentzovou (* 19. května 1914). Studoval na Vysoké škole chemicko-technologického inženýrství (tehdy jako součást ČVUT). Za druhé světové války se zapojil do protinacistického odboje spolu se svým strýcem (matčiným bratrem), starostou Sokola Pankrác a lékárníkem dr. Aloisem Křížem. Jiří Rentz se staral o ilegální radiostanici SPARTA I a součástky k ní, kterou mělo Ústřední vedení odboje domácího (ÚVOD) ukrytou ve skladu lékárny jeho strýce. Na žádost Ing. Richarda Reisnera vyrobil pro odbojáře 15 skleněných ampulek s jedem cyankáli. Byl totálně nasazený v Německu. V roce byl 1949 krátkou dobu internován v táboře nucených prací ve Svatém Janu pod Skalou u Berouna.
Kromě chemie se také zajímal o natáčení amatérských filmů a hledal způsob nasazení magnetické zvukové stopy na filmový pás. Jeho řešení spočívalo v trojitém nanášení oxidu železa, což si nechal v roce 1956 patentovat. Od roku 1955 byl společně se svou manželkou členem Českého klubu kinoamatérů (ČKK). Byl spoluautorem mnohých filmových snímků ještě na formátu 9,5 mm, ale pak hlavně na formátech 8 mm a 16 mm. Filmovým amatérům z celého bývalého Československa nanášel na celuloidový pásek magnetickou stopu.
V ČKK byly zásluhou doktora Rentze promítány zvukové filmy již v roce 1956, o tři roky dříve než na Barrandově. Patentovaná magnetická stopa zásluhou Jiřího Rentze hrála kvalitněji než optický záznam. V tehdejším východním bloku jsme byli jediní, kteří měli možnost natáčet své filmy se synchronním zvukem. O problematice zvuku ve filmu napsal v roce 1983 publikaci s názvem Technika amatérského filmu. Na toto téma rovněž přednášel. Byl autorem řady amatérských snímků, pravidelně se účastnil soutěží filmových amatérů.
Ve své tvorbě se často zaměřoval na ekologickou problematiku, natáčel i vzdělávací filmy o bezpečnosti práce. Jeho snímek Spěchej pomalu byl oceněn na Brněnské šestnáctce Stříbrnou cenou. V 1968 natočil několik filmů zaměřených na tehdejší okupaci Československa vojsky Varšavské smlouvy. Ve snímku Kde domov můj použil tehdejší známou písničku zpěvačky Marty Kubišové Modlitba pro Martu.
Po roce 1970 se Jiří Rentz stal technickým poradcem firmy Eumig. Spolupracoval také s Československou televizí a Českou televizí, FAMU, Národním filmovým archivem. I v pokročilém věku nadále spolupracoval s Českým klubem kinoamatérů jako jeho čestný člen. Zemřel 25. ledna 2011 v Praze, pohřben je v rodinném hrobě na Krčském (Nuselském) hřbitově.

## Galerie

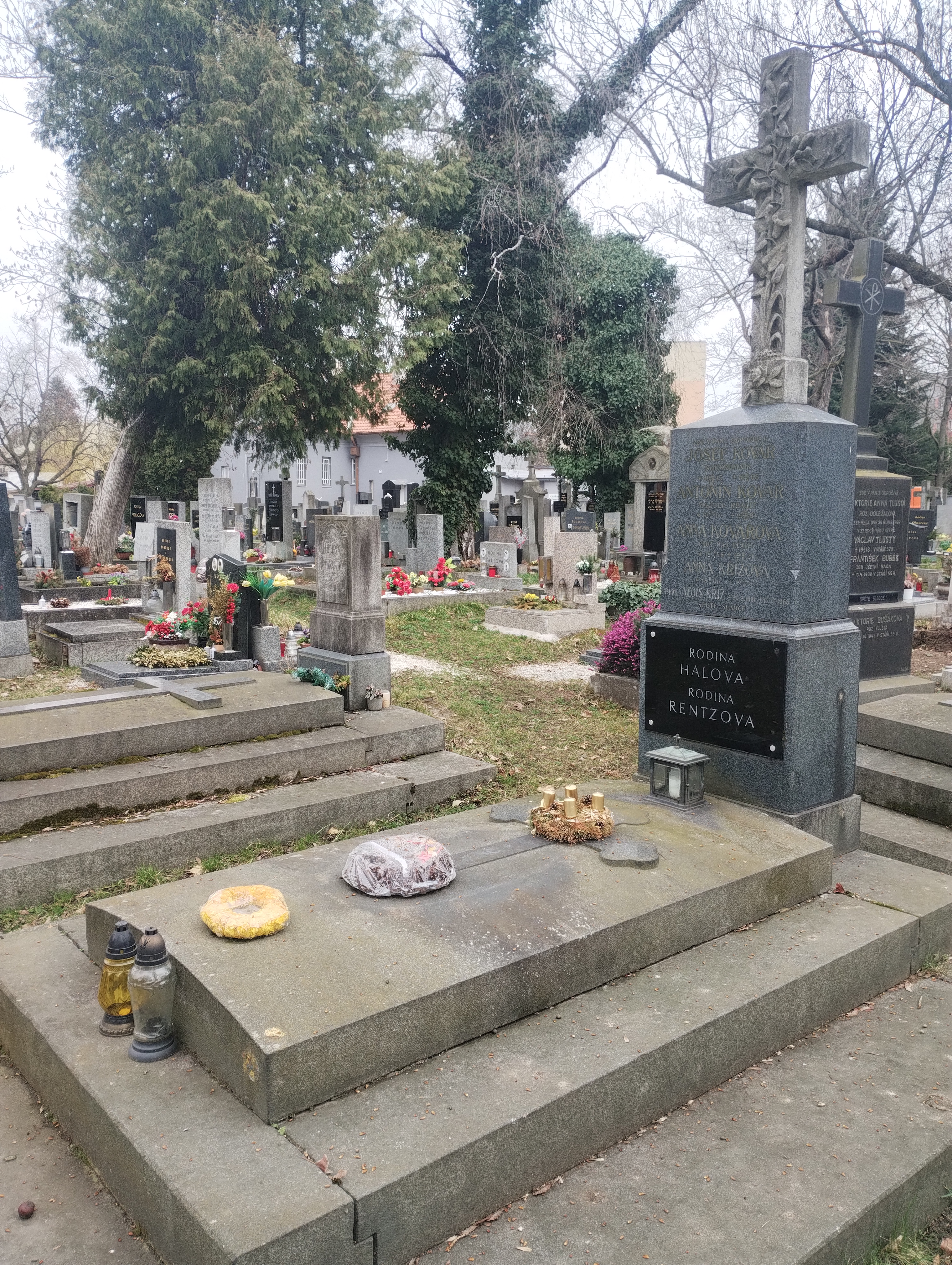
Hrob rodiny Křížových a Rentzových na Krčském (Nuselském) hřbitově
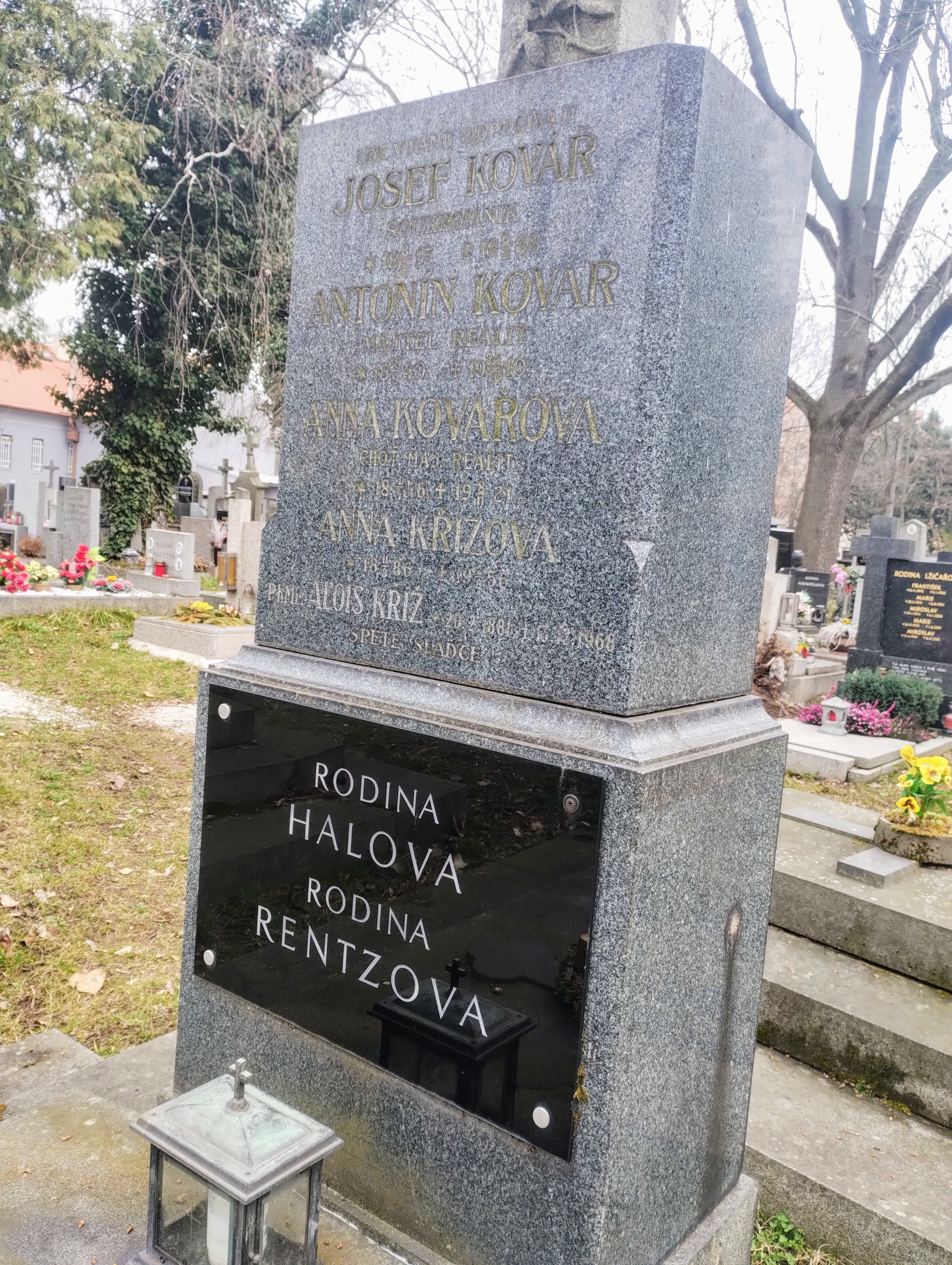
Deatil hrobu rodiny Křížových a Rentzových na Krčském (Nuselském) hřbitově